# Chow chow
Chow chow  är en hundras av spetstyp med ursprung i Kina men framavlad i Storbritannien. Namnet chow chow tros antingen vara pidginkinesiska för mat, syftande på ett av rasens förmodade användningsområden, eller pidginengelska för krimskrams, syftande på billiga statyetter som kom med den ostindiska handeln.

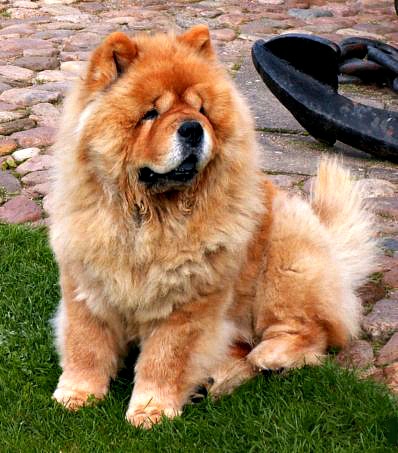

## Historia
Enligt en vanlig teori härstammar chow chow från de Fo-hundar som hölls som  tempelhundar fram till Konfucius (ca 551-479 fvt) ökade inflytande på 400-talet fvt. Hundarna skall då ha spridits till allmogen. Det finns inga kända kinesiska skriftkällor om chow chowens historia, men en vanlig uppfattning är att pekingesen är en dvärgväxtmutation av samma hundrastyp. På en relief från Handynastin under 200-talet fvt. finns en chow chow-liknande hund avbildad som jakthund.
Den polara pälskvaliteten anses tyda på att chow chow hållits av nomader i Manchuriet och Inre Mongoliet och då använts som bl.a. draghund och klövjehund.
De första chow chow kom till Storbritannien omkring 1780 med ostindiefarare som bedrev handel med Kanton (Guangzhou) i södra Kina. Dessa hundar beskrevs av Gilbert White (1720-1793) i The natural history and antiquities of Selborne 1789. Chow chowen har inte ändrats mycket sedan dess.
1828 visades chow chow på London Zoo som the Wild Dog of China. 1895 bildades den brittiska rasklubben och en rasstandard skrevs.

## Egenskaper
Chow chowen är en hund som kan passa både i lägenhet i stan såväl som på landet. Till temperamentet är den självständig, lugn, trofast men reserverad. Den knyter väl an till hela familjen, men är mer avvaktande mot främlingar. Den är en respektingivande, duglig vakthund men skäller inte i tid och otid. 
Chow chowen brukar fungera bra tillsammans med barn, men föräldrarna måste lära barnen att handskas med hunden på ett varsamt sätt. Chow chowen brukar även fungera bra tillsammans med andra hundar och husdjur. 
Chow chowen är en bra hund för dem som uppskattar en originell och självständig hund. Karakteristiska egenskaper för rasen är värdighet och integritet. Den förbehåller sig ofta en stunds eftertanke innan den handlar och rasen trivs inte med att stressas.

## Utseende

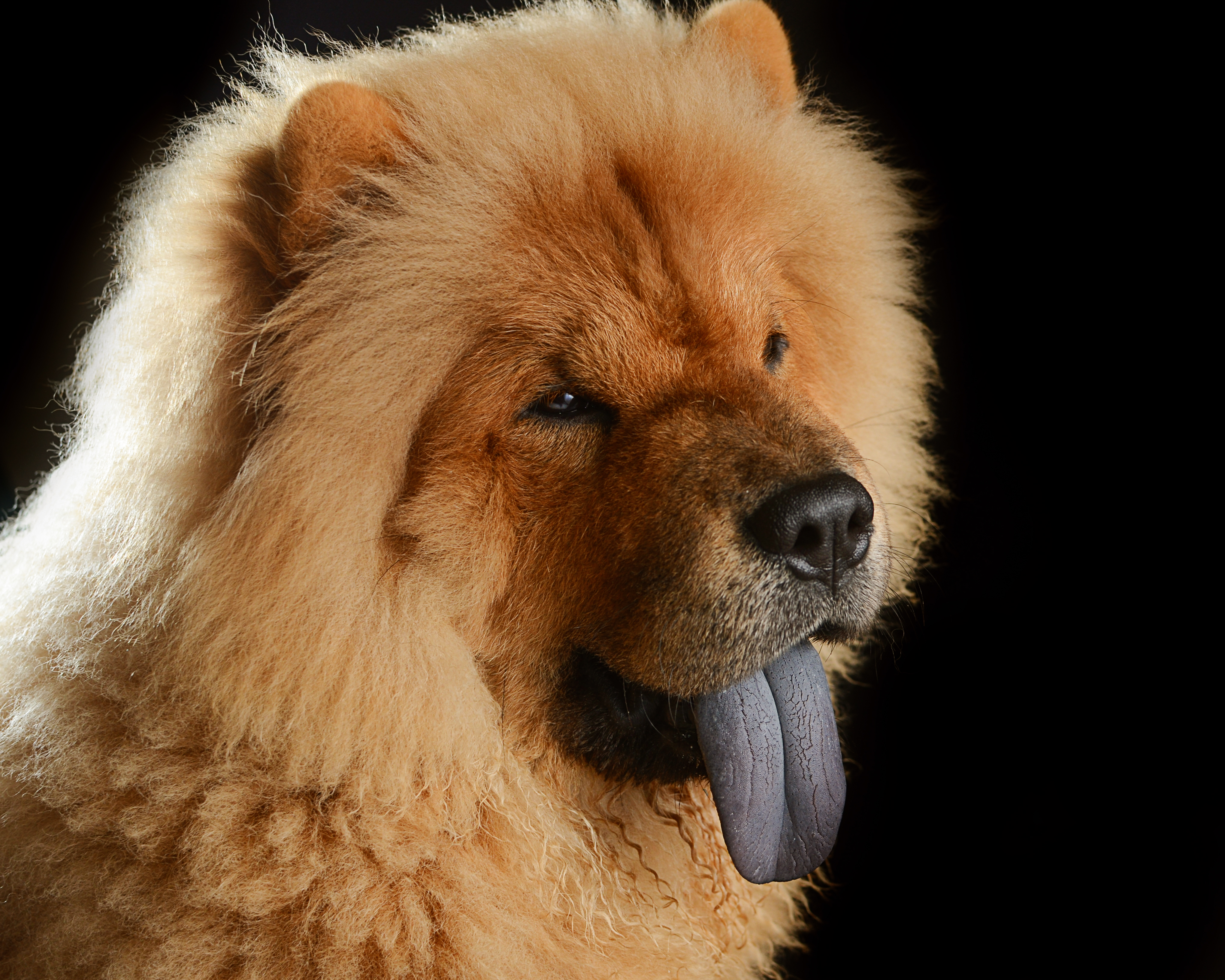
Den typiska blå tungan.

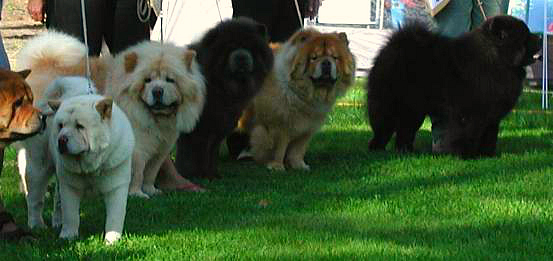
Olika pälsfärger.

En chow chow ska ge intrycket av en välbalanserad, proportionerlig och kompakt hund med stolt och värdig hållning. Mankhöjden är 46–56 centimeter och vikten 20–35 kilogram. Hanhundarna blir lite större än tikarna. Det finns både en lång- och en korthårig variant. Ett flertal färger är godkända, röd, svart, cremé, fawn och blå. Tungan är blåsvart, något som är rasens signum. Ett kännetecken för rasen är också dess något styltiga gång. Svansen bärs väl över ryggen.

### Skötsel
Chow chowen har ett medelmåttigt motionsbehov, den kräver inte timtals med motion men behöver regelbundna dagliga promenader. Precis som många andra hundar tycker den om och mår bra av aktivering både mentalt och fysiskt. 
Pälsen är relativt lättskött, det räcker oftast med en ordentlig genomborstning någon gång per vecka, vid fällning något mer. Den fäller två gånger om året men det är mest underull som lossnar. Chow chowen är en renlig hund och ofta lätt att få rumsren.